# Vapenlicens
En vapenlicens eller vapenlicens är en licens eller ett tillstånd utfärdat av vissa regeringar i ett land som tillåter licenstagaren att köpa, äga, inneha och använda skjutvapen, ofta föremål för ett antal villkor eller restriktioner, särskilt när det gäller lagringskrav eller genomgången av en kurs i skjutvapensäkerhet, samt bakgrundskontroller etc. Skjutvapenlicenser krävs inte i alla jurisdiktioner. Tillståndet eller licensens omfattning varierar beroende på vilket/vilka skjutvapen och/vilka verksamhet(er) det tillåter innehavaren att lagligt göra med skjutvapnet.

## Vapenlicens i Sverige
I Sverige inlämnas licensansökan hos polisen i den kommun man är skriven. Det finns vissa grundläggande krav för att en privatperson ska kunna tilldelas vapenlicens i Sverige. För att man ska kunna bli godkänd för att få vapenlicens krävs att man är över 18 år, skötsam och laglydig, samt kunna motivera syftet med innehavet. När polisen bedömer huruvida en person borde ha vapenlicens kollar man på om det finns en risk att denna licens kommer att missbrukas av innehavaren (2 kap. 5 § Vapenlagen)
För att ta reda på om individen uppfyller kraven på skötsamhet så kollar polisen på belastningsregistret. Faktumet att den sökande har begått brott innebär inte att det är omöjligt att få vapenlicens, det är inte ett absolut hinder. Det görs en samlad prövning och bedömning av ansökan och domarna. Men det är såklart enklare att få vapenlicens om man inte finns med i belastningsregistret.

## Vapenlicensens historia i Sverige
Jakt och sportskytte är vanliga fritidsaktiviteter i Sverige och nästan alla känner till personer som ägnar sig åt dessa aktiviteter. Samtidigt har Sverige, åtminstone jämfört med andra demokratier, mycket stränga regler för innehav av vapen. Det senare innebär till exempel EU:s vapendirektiv. Det krävs att reglerna skärps rejält i många andra länder och i princip kan genomföras i Sverige utan några förändringar. De regler som andra EU-länder tvingats införa finns redan i Sverige. Detta är inte alltid fallet. För cirka 100 år sedan, som ett svar på den ryska revolutionen, införde Sverige de första rustningsbestämmelserna för att förhindra köpmän från att sälja vapen till människor som kan tänkas använda dem i en kommunistisk kupp. Bakom 1934 års vapenkungörelse låg samma oro för att väpnade grupper skulle kunna försöka ta makten med våld. Kungörelsen ligger fortfarande till grund för den svenska vapenlagen.
Däremot menar de att det inte finns anledning att särskilt begränsa innehavet av vapen för jakt- eller skytteändamål, eller för skydd i alla avsikter. Att skaffa en licens är i princip bara en form, så det varade i årtionden. I samband med åtstramningsutredningen 1950 har det bland annat för att minska belastningen på länsnämnden diskuterats om tillståndsplikten för hagelgevär bör ersättas med ett "förbudssystem", det vill säga ett system för dem som inte blivit upptäckta. Inga ytterligare formaliteter krävs för att äga denna typ av hagelgevär genom "det särskilda beslutet att inte anförtro innehavet av ett hagelgevär." Några sådana arrangemang gjordes dock inte, däribland att hagelgevär även kunde användas för facklig verksamhet, och att rutinerna då inte kunde anses vara krångliga.